# Lobobunaea tanganicae
Lobobunaea tanganicae är en fjärilsart som beskrevs av L.Sonthonnax 1899. Lobobunaea tanganicae ingår i släktet Lobobunaea och familjen påfågelsspinnare. Inga underarter finns listade i Catalogue of Life.